# Архипп (апостол)
Архи́пп (др.-греч. Ἄρχιππος) — апостол от семидесяти, по одной версии, сын апостола Филимона; по другой версии, брат апостола Филимона. Имени апостола Архиппа по спискам семидесяти апостолов нет ни у Дорофея, ни у Дионисия.
Изначально он был пресвитером Колосской церкви (возможно, в домашней церкви своих родителей — Флм. 1:1-2), а потом епископом Лаодикийской и Фригийской церквей. О дальнейшей деятельности апостола Архиппа сохранилось мало сведений. По церковному преданию, он пострадал вместе с своими родителями Филимоном и Апфией (см. Жития святых Дмитрия Ростовского). Согласно Константинопольскому синаксарю Архипп пострадал (был исколот ножами и побит камнями) в Колоссах в правление императора Нерона за отказ участвовать в языческом празднике и принести жертву Артемиде.
Память апостола Архиппа в Православной церкви совершается вместе с его родителями — Филимоном и Апфией 19 февраля (3 марта) в високосный год или 19 февраля (4 марта) в невисокосные годы, 22 ноября (5 декабря), а также 4 (17) января в день Собора Апостолов от семидесяти. В Католической церкви память апостола Архиппа совершается 20 марта.